# Janė Narvilienė
Janė Narvilienė (20 de setembro de 1945 - 3 de fevereiro de 2022) foi uma política lituana. Membro do Partido Social Democrata da Lituânia, serviu no Seimas de 2000 a 2004. Ela faleceu em Kretinga no dia 3 de fevereiro de 2022, aos 76 anos.